# Quiroga (Messico)
Quiroga  è una municipalità dello stato di Michoacán, nel Messico centrale, il cui capoluogo è la località omonima.
La municipalità conta 25.592 abitanti (2010) e ha un'estensione di 213,40 km².
È dedicata a Vasco de Quiroga, primo vescovo di Michoacán, che si era battuto per i diritti degli indigeni.